# Tjärnan (Torsåkers socken, Gästrikland, 670016-153398)
Tjärnan är en sjö i Hofors kommun i Gästrikland och ingår i Gavleåns huvudavrinningsområde.